# Mistrovství světa v rychlostní kanoistice – kánoe muži
Toto je seznam medailistů v kanoi z mistrovství světa ICF v rychlostní kanoistice.

## C1 1000 metrů
| Rok / Místo           | Zlato                        | Stříbro                     | Bronz                    |
| --------------------- | ---------------------------- | --------------------------- | ------------------------ |
| 1938 Vaxholm          | Otto Neumüller (AUT)         | Hans Wiedemann              | Bohumil Sládek (TCH)     |
| 1950 Kodaň            | Josef Holeček (TCH)          | Robert Boutigny (FRA)       | Bengt Backlund (SWE)     |
| 1954 Mâcon            | János Parti (HUN)            | István Hernek (HUN)         | Jaroslav Poupa (TCH)     |
| 1958 Praha            | Gennadij Bucharin (URS)      | Jiří Vokněr (TCH)           | Jurij Vinogradov (URS)   |
| 1963 Jajce            | Simion Ismailcuic (ROU)      | Detlef Lewe (GER)           | Albrecht Müller (GDR)    |
| 1966 Východní Berlín  | Detlef Lewe (GER)            | Tamás Wichmann (HUN)        | Anatoly Martinov (URS)   |
| 1970 Kodaň            | Tibor Tatai (HUN)            | Jerzy Opara (POL)           | Jiří Čtvrtečka (TCH)     |
| 1971 Bělehrad         | Detlef Lewe (GER)            | Tibor Tatai (HUN)           | Vladas Česiūnas (URS)    |
| 1973 Tampere          | Ivan Patzaichin (ROU)        | Romualdas Vinojinidis (URS) | Tamás Wichmann (HUN)     |
| 1974 Mexico City      | Vasilij Jurčenko (URS)       | Klaus Zeisler (GDR)         | Ivan Patzaichin (ROU)    |
| 1975 Bělehrad         | Vasilij Jurčenko (URS)       | Ivan Patzaichin (ROU)       | Tamás Wichmann (HUN)     |
| 1977 Sofia            | Ivan Patzaichin (ROU)        | Sergey Antipov (URS)        | Tamás Buday (HUN)        |
| 1978 Bělehrad         | Matija Ljubek (YUG)          | Tamás Wichmann (HUN)        | Ivan Patzaichin (ROU)    |
| 1979 Duisburg         | Tamás Wichmann (HUN)         | Liubomir Ljubenov (BUL)     | Ivan Patzaichin (ROU)    |
| 1981 Nottingham       | Ulrich Papke (GDR)           | Tamás Buday (HUN)           | Jiří Vrdlovec (TCH)      |
| 1982 Bělehrad         | Jörg Schmidt (GDR)           | Dezső Csépai (HUN)          | Vasilij Berjoza (URS)    |
| 1983 Tampere          | Vasilij Berjoza (URS)        | Costicǎ Olaru (ROU)         | Jiří Vrdlovec (TCH)      |
| 1985 Mechelen         | Ivans Klementjevs (URS)      | Ulrich Eicke (FRG)          | Aurel Macarencu (ROU)    |
| 1986 Montreal         | Aurel Macarencu (ROU)        | Ivans Klementjevs (URS)     | Ivan Šabjan (YUG)        |
| 1987 Duisburg         | Olaf Heukrodt (GDR)          | Martin Marinov (BUL)        | Ivans Klementjevs (URS)  |
| 1989 Plovdiv          | Ivans Klementjevs (URS)      | Larry Cain (CAN)            | Gáspár Boldizsár (HUN)   |
| 1990 Poznań           | Ivans Klementjevs (URS)      | György Zala (HUN)           | Thomas Zereske (GDR)     |
| 1991 Paříž            | Ivans Klementjevs (URS)      | Nikolaj Buchalov (BUL)      | Matthias Röder (GER)     |
| 1993 Kodaň            | Ivans Klementjevs (LAT)      | Victor Partnoi (ROU)        | Matthias Röder (GER)     |
| 1994 Mexico City      | Ivans Klementjevs (LAT)      | Nikolaj Buchalov (BUL)      | Victor Partnoi (ROU)     |
| 1995 Duisburg         | Imre Pulai (HUN)             | Martin Doktor (CZE)         | Ivans Klementjevs (LAT)  |
| 1997 Dartmouth        | Andreas Dittmer (GER)        | Martin Doktor (CZE)         | Béla Belicza (HUN)       |
| 1998 Szeged           | Steve Giles (CAN)            | Martin Doktor (CZE)         | Andreas Dittmer (GER)    |
| 1999 Milan            | Maxim Opalev (RUS)           | Andreas Dittmer (GER)       | Martin Doktor (CZE)      |
| 2001 Poznań           | Andreas Dittmer (GER)        | Martin Doktor (CZE)         | György Kolonics (HUN)    |
| 2002 Seville          | Andreas Dittmer (GER)        | Maxim Opalev (RUS)          | Steve Giles (CAN)        |
| 2003 Gainesville      | Andreas Dittmer (GER)        | David Cal (ESP)             | Maxim Opalev (RUS)       |
| 2005 Záhřeb           | Andreas Dittmer (GER)        | David Cal (ESP)             | Richard Dalton (CAN)     |
| 2006 Szeged           | José Everado Cristóbal (MEX) | Andreas Dittmer (GER)       | Attila Vajda (HUN)       |
| 2007 Duisburg         | Attila Vajda (HUN)           | Marián Ostrčil (SVK)        | David Cal (ESP)          |
| 2009 Dartmouth        | Vadim Menkov (UZB)           | Mathieu Goubel (FRA)        | Sebastian Brendel (GER)  |
| 2010 Poznań           | Vadim Menkov (UZB)           | Attila Vajda (HUN)          | Sebastian Brendel (GER)  |
| 2011 Szeged           | Attila Vajda (HUN)           | David Cal (ESP)             | Vadim Menkov (UZB)       |
| 2013 Duisburg         | Attila Vajda (HUN)           | Sebastian Brendel (GER)     | Isaquias Queiroz (BRA)   |
| 2014 Moskva           | Sebastian Brendel (GER)      | Martin Fuksa (CZE)          | Attila Vajda (HUN)       |
| 2015 Milan            | Sebastian Brendel (GER)      | Martin Fuksa (CZE)          | Serghei Tarnovschi (MDA) |
| 2017 Račice           | Sebastian Brendel (GER)      | Martin Fuksa (CZE)          | Isaquias Queiroz (BRA)   |
| 2018 Montemor-o-Velho | Sebastian Brendel (GER)      | Martin Fuksa (CZE)          | Isaquias Queiroz (BRA)   |
| 2019 Szeged           | Isaquias Queiroz (BRA)       | Tomasz Kaczor (POL)         | Adrien Bart (FRA)        |
| 2021 Kodaň            | Conrad-Robin Scheibner (GER) | Martin Fuksa (CZE)          | Balázs Adolf (HUN)       |
| 2022 Dartmouth        | Cătălin Chirilă (ROU)        | Isaquias Queiroz (BRA)      | Martin Fuksa (CZE)       |
| 2023 Duisburg         | Martin Fuksa (CZE)           | Cătălin Chirilă (ROU)       | Sebastian Brendel (GER)  |

## C2 1000 metrů
| Rok / Místo           | Zlato                                           | Stříbro                                             | Bronz                                             |
| --------------------- | ----------------------------------------------- | --------------------------------------------------- | ------------------------------------------------- |
| 1938 Vaxholm          | Rupert Weinstabl Karl Proisl Rakousko           | Bohuslav Karlík Jan Brzák Československo            | Václáv Mottl Zdeněk Škrland Československo        |
| 1950 Kodaň            | Jan Brzák Bohumil Kudrna Československo         | Georges Dransart Armand Loreau Francie              | Václav Havel Jiří Pecka Československo            |
| 1954 Mâcon            | Kurt Liebhart Engelbert Lulla Rakousko          | István Bodor József Tuza Maďarsko                   | Ferenc Csonka Mihály Sasvari Maďarsko             |
| 1958 Praha            | Alexe Dumitru Simion Ismailciuc Rumunsko        | László Simari Lajos Bodnar Maďarsko                 | Jiří Kodeš Václav Vokál Československo            |
| 1963 Jajce            | Achim Sidorov Alexe Iacovici Rumunsko           | Vitaliy Galkov Mikhail Samotin Sovětský svaz        | Endre Gyürü Árpád Soltész Maďarsko                |
| 1966 Východní Berlín  | Vicol Calabiciov Serghei Covaliov Rumunsko      | Bernd Lindelöf Erik Zeidlitz Švédsko                | Árpád Soltész Csaba Szantó Maďarsko               |
| 1970 Kodaň            | Ivan Patzaichin Serghei Covaliov Rumunsko       | Tamás Wichmann Gyula Petrikovics Maďarsko           | Boris Lubenov Sachko Iliev Bulharsko              |
| 1971 Bělehrad         | Tamás Wichmann Gyula Petrikovics Maďarsko       | Ivan Patzaichin Serghei Covaliov Rumunsko           | Viktor Boitschev Fedia Damianov Bulharsko         |
| 1973 Tampere          | Ivan Patzaichin Serghei Covaliov Rumunsko       | Vladas Česiūnas Jurij Lobanov Sovětský svaz         | Tamás Wichmann Gyula Petrikovics Maďarsko         |
| 1974 Mexico City      | Vladas Česiūnas Jurij Lobanov Sovětský svaz     | Jerzy Opara Andrzej Gronowicz Polsko                | Cherasim Munteanu Vasile Serghei Rumunsko         |
| 1975 Bělehrad         | Gábor Árva Péter Povázsay Maďarsko              | Georghe Danielov Gheorghe Simionov Rumunsko         | Roman Vyzhenko Aleksandr Vinogradov Sovětský svaz |
| 1977 Sofia            | Vasilij Jurčenko Jurij Lobanov Sovětský svaz    | Tamás Buday Oszkár Frey Maďarsko                    | Jerzy Opara Andrzej Gronowicz Polsko              |
| 1978 Bělehrad         | Tamás Buday Oszkár Frey Maďarsko                | Gheorghe Simionov Toma Simionov Rumunsko            | Sergey Postrechin Jurij Lobanov Sovětský svaz     |
| 1979 Duisburg         | Vasilij Jurčenko Jurij Lobanov Sovětský svaz    | Tamás Buday Oszkár Frey Maďarsko                    | Toma Simionov Gheorghe Simionov Rumunsko          |
| 1981 Nottingham       | Ivan Patzaichin Toma Simionov Rumunsko          | Olaf Heukrodt Uwe Madeja Východní Německo           | Edem Muradosilov Vigantas Zhekaitis Sovětský svaz |
| 1982 Bělehrad         | János Sarusi Kis Gyula Hajdu Maďarsko           | Matija Ljubek Mirko Nišović Jugoslávie              | Olaf Heukrodt Uwe Madeja Východní Německo         |
| 1983 Tampere          | Ivan Patzaichin Toma Simionov Rumunsko          | Olaf Heukrodt Alexander Schuck Východní Německo     | Matija Ljubek Mirko Nišović Jugoslávie            |
| 1985 Mechelen         | Olaf Heukrodt Alexander Schuck Východní Německo | Matija Ljubek Mirko Nišović Jugoslávie              | Marek Łbik Marek Dopierała Polsko                 |
| 1986 Montreal         | János Sarusi Kis István Vaskuti Maďarsko        | Marek Łbik Marek Dopierała Polsko                   | Wolfram Faust Hartmut Faust Západní Německo       |
| 1987 Duisburg         | Jurij Gurin Valerij Veško Sovětský svaz         | Marek Łbik Marek Dopierała Polsko                   | Ulrich Papke Ingo Spelly Východní Německo         |
| 1989 Plovdiv          | Christian Frederiksen Arne Nielsson Dánsko      | Olivier Bolvin Didier Hoyer Francie                 | Jurij Gurin Valerij Veško Sovětský svaz           |
| 1990 Poznań           | Ulrich Papke Ingo Spelly Východní Německo       | Gheorghe Andriev Vasile Lehaci Rumunsko             | Aleksandr Gramovich Jurij Gurin Sovětský svaz     |
| 1991 Paříž            | Ulrich Papke Ingo Spelly Německo                | Olivier Bolvin Didier Hoyer Francie                 | Viktor Renějskij Nikolaj Žuravskij Sovětský svaz  |
| 1993 Kodaň            | Christian Frederiksen Arne Nielsson Dánsko      | Olivier Bolvin Didier Hoyer Francie                 | Ulrich Papke Ingo Spelly Německo                  |
| 1994 Mexico City      | Andreas Dittmer Gunar Kirchbach Německo         | Ferenc Novák Gáspár Boldizsár Maďarsko              | Dariusz Koszykowski Tomasz Goliasz Polsko         |
| 1995 Duisburg         | György Kolonics Csaba Horváth Maďarsko          | Antonel Borsan Marcel Glavan Rumunsko               | Andreas Dittmer Gunar Kirchbach Německo           |
| 1997 Dartmouth        | Gunar Kirchbach Matthias Röder Německo          | György Kolonics Csaba Horváth Maďarsko              | Andrew Train Stephen Train Spojené království     |
| 1998 Szeged           | Alexandr Kovaljov Alexandr Kostoglod Rusko      | Gheorghe Andriev Florin Popescu Rumunsko            | György Zala Endre Ipacs Maďarsko                  |
| 1999 Milan            | Alexandr Kovaljov Alexandr Kostoglod Rusko      | Ibrahim Rojas Leobaldo Pereira Kuba                 | Patrick Schulze Peter John Německo                |
| 2001 Poznań           | Marcin Kobierski Michał Śliwiński Polsko        | José Alfredo Bea David Mascató Španělsko            | Ibrahim Rojas Leobaldo Pereira Kuba               |
| 2002 Seville          | Marcin Kobierski Michał Śliwiński Polsko        | Ibrahim Rojas Ledi Balceiro Kuba                    | Richard Dalton Mike Scarola Kanada                |
| 2003 Gainesville      | Silviu Simiocencu Florin Popescu Rumunsko       | Alexandr Kovaljov Alexandr Kostoglod Rusko          | György Kozmann György Kolonics Maďarsko           |
| 2005 Záhřeb           | Christian Gille Tomasz Wylenzek Německo         | Serguey Torres Karel Aguilar Kuba                   | György Kozmann György Kolonics Maďarsko           |
| 2006 Szeged           | György Kozmann György Kolonics Maďarsko         | Attila Buday Tamás Buday, Jr. Kanada                | Maksym Prokopenko Sergiy Bezugily Ukrajina        |
| 2007 Duisburg         | Christian Gille Tomasz Wylenzek Německo         | Serguey Torres Karel Aguilar Kuba                   | Wojciech Tyszyński Paweł Baraszkiewicz Polsko     |
| 2009 Dartmouth        | Erik Leue Tomasz Wylenzek Německo               | Sergiy Bezugliy Maxim Prokopenko Ázerbájdžán        | Nikolaj Lipkin Viktor Melantev Rusko              |
| 2010 Poznań           | Alexandru Dumitrescu Victor Mihalachi Rumunsko  | Andrei Bahdanovich Aliaksandr Bahdanovich Bělorusko | Márton Tóth Róbert Mike Maďarsko                  |
| 2011 Szeged           | Stefan Holtz Tomasz Wylenzek Německo            | Sergiy Bezugliy Maxim Prokopenko Ázerbájdžán        | Alexandru Dumitrescu Victor Mihalachi Rumunsko    |
| 2013 Duisburg         | Henrik Vasbányai Róbert Mike Maďarsko           | Viktor Melantyev Ilya Pervukhin Rusko               | Jaroslav Radoň Filip Dvořák Česko                 |
| 2014 Moskva           | Alexandru Dumitrescu Victor Mihalachi Rumunsko  | Henrik Vasbányai Róbert Mike Maďarsko               | Yul Oeltze Ronald Verch Německo                   |
| 2015 Milan            | Erlon Silva Isaquias Queiroz Brazílie           | Henrik Vasbányai Róbert Mike Maďarsko               | Piotr Kuleta Marcin Grzybowski Polsko             |
| 2017 Račice           | Peter Kretschmer Yul Oeltze Německo             | Serguey Torres Fernando Enriquez Kuba               | Viktor Melantyev Vladislav Chebotar Rusko         |
| 2018 Montemor-o-Velho | Yul Oeltze Peter Kretschmer Německo             | Serguey Torres Fernando Enrique Kuba                | Kirill Shamshurin Ilya Pervukhin Rusko            |
| 2019 Szeged           | Liu Hao Wang Chao Čína                          | Serguey Torres Fernando Jorge Kuba                  | Erlon Silva Isaquias Queiroz Brazílie             |
| 2021 Kodaň            | Kirill Shamshurin Vladislav Chebotar (RCF)      | Wiktor Głazunow Tomasz Barniak Polsko               | Serguey Torres Fernando Jorge Kuba                |
| 2022 Dartmouth        | Sebastian Brendel Tim Hecker Německo            | Liu Hao Ji Bowen Čína                               | Craig Spence Bret Himmelman Kanada                |
| 2023 Duisburg         | Nicolae Craciun Daniele Santini Itálie          | Moritz Adam Nico Pickert Německo                    | Ilie Sprîncean Oleg Nuţă Rumunsko                 |

## C4 1000 metrů (ukončeno)
| Rok / Místo      | Zlato                                                                                 | Stříbro                                                                                     | Bronz                                                                                         |
| ---------------- | ------------------------------------------------------------------------------------- | ------------------------------------------------------------------------------------------- | --------------------------------------------------------------------------------------------- |
| 1989 Plovdiv     | Jurij Gurin Nikolay Yuravskiy Viktor Renějskij Valerij Veško Sovětský svaz            | Gusztáv Leikep Attila Szabó Gábor Takács Ervin Hoffmann Maďarsko                            | Deyan Bonev Nikolaj Buchalov Hristo Georgiev Paisiy Lubenov Bulharsko                         |
| 1990 Poznań      | Jurij Gurin Nikolay Yuravskiy Viktor Renějskij Valerij Veško Sovětský svaz            | Gáspár Boldizsár Ervin Hoffmann Gusztáv Leikep Attila Szabó Maďarsko                        | Nikolaj Buchalov Traicho Draganov Paisiy Lubenov Dejon Slavov Bulharsko                       |
| 1991 Paříž       | Jurij Gurin Nikolay Yuravskiy Viktor Renějskij Valerij Veško Sovětský svaz            | Olaf Heukrodt Sven Montag Ulrich Papke Ingo Spelley Německo                                 | Nikolaj Buchalov Traicho Draganov Paisiy Lubenov Dejon Slavov Bulharsko                       |
| 1993 Kodaň       | Imre Pulai György Kolonics Tibor Takács Csaba Horváth Maďarsko                        | Andrey Kabanov Sergey Chemenov Pavel Konovaljov Alexandr Kostoglod Rusko                    | Viktor Dobrotvorskiy Sergey Osadtchiy Andrey Balabanov Aleksandr Klinitchenko Ukrajina        |
| 1994 Mexico City | Imre Pulai György Kolonics Tibor Takács Csaba Horváth Maďarsko                        | Marcel Glavan Cosmin Pasca Antonel Borsan Florin Popescu Rumunsko                           | Juan Martinez Antonio Romero Ramón Ferrer Benjamín Castaneda Mexiko                           |
| 1995 Duisburg    | Marcel Glavan Cosmin Pasca Antonel Borsan Florin Popescu Rumunsko                     | Gáspár Boldizsár Ferenc Novák Csaba Hüttner György Zala Maďarsko                            | Ulrich Papke Patrick Schulze Christian Gille Jens Lubrich Německo                             |
| 1997 Dartmouth   | Marcel Glavan Cosmin Pasca Antonel Borsan Florin Popescu Rumunsko                     | Konstantin Fomičev Maxim Opalev Vladislav Polzounov Alexandr Kostoglod Rusko                | Daniel Jędraszko Piotr Midloch Paweł Midloch Paweł Baraszkiewicz Polsko                       |
| 1998 Szeged      | Csaba Horváth Béla Belicza Csaba Hüttner László Szuszkó Maďarsko                      | Konstantin Fomichev Vasiliy Mailov Andrey Kabanov Ignat Kovalev Rusko                       | Martin Doktor Petr Netušil Jan Macháč Viktor Jiráský Česko                                    |
| 1999 Milan       | Ignat Kovalev Konstantin Fomichev Aleskey Volkonskiy Andrey Kabanov Rusko             | Mitică Pricop Ionel Averian Iosif Anisim Samil Grigoe Rumunsko                              | Csaba Horváth Béla Belicza Aron Gajarszki György Kozmann Maďarsko                             |
| 2001 Poznań      | György Zala György Kozmann Béla Belicza Gábor Ivan Maďarsko                           | Ivan Skovorodkin Aleksandr Bagdanovich Aleksandr Kurlandchik Aleksandr Zhukovskiy Bělorusko | Iosif Anisim Chirac Marcov Ionel Averian Mikhail Vartolomei Rumunsko                          |
| 2002 Seville     | Andrezj Jezierski Adam Ginter Michal Gajowink Roman Rykiewicz Polsko                  | Dimitri Joukovski Maxim Boilard Tamás Buday, Jr. Attila Buday Kanada                        | Aleksandr Zhukovskiy Aleksandr Kurlandchik Aleksandr Bagdanovich Sermen Saponenko Bělorusko   |
| 2003 Gainesville | Csaba Hüttner Márton Joób Imre Pulai Ferenc Novák Maďarsko                            | Attilia Buday Tamás Buday, Jr. Maxim Boilard Dimitri Joukovski Kanada                       | Andrezj Jezierski Roman Rynkiewicz Adam Ginter Wojciech Tyszyński Polsko                      |
| 2005 Záhřeb      | Wojciech Tyszyński Michał Śliwiński Andrzej Jezierski Michal Gajowink Polsko          | Constantiin Popa Loredan Popa Florin Mironcic Petre Condrat Rumunsko                        | Robert Nuck Stefan Holtz Thomas Lück Stephan Breuing Německo                                  |
| 2006 Szeged      | Robert Nuck Stephan Breuing Stefan Holtz Thomas Lück Německo                          | Andrew Russell Thomas Hall Kyle Jeffery Dimitri Joukovski Kanada                            | Aleksandr Kurlandchyk Aleksandr Zhukovskiy Aleksandr Bagdanovich Andrey Bagdanovich Bělorusko |
| 2007 Duisburg    | Josif Chirlia Andrei Cuculici Silviu Simoncenco Loredan Popa Rumunsko                 | Robert Nuck Erik Leue Thomas Lück Stefan Holtz Německo                                      | Márton Metka Róbert Mike Mátyás Sáfran Gábor Balázs Maďarsko                                  |
| 2009 Dartmouth   | Dzianis Harazha Dzmitry Rabchanka Dzmitry Vaitsishkin Aleksandr Vauchetskiy Bělorusko | Chris Wend Thomas Lück Erik Rebstock Ronald Verch Německo                                   | Cătălin Costache Silviu Simioncencu Iosif Chirila Andrei Cuculici Rumunsko                    |
| 2010 Poznań      | Dzmitry Rabchanka Dzmitry Vaitsishkin Dzianis Harazha Aleksandr Vauchetskiy Bělorusko | Gabriel Gheoca Nicolae Bogdan Mihail Simon Florin Comanici Rumunsko                         | Chris Wend Tomasz Wylenzek Ronald Verch Erik Rebstock Německo                                 |
| 2011 Szeged      | Dzmitry Rabchanka Dzmitry Vaitsishkin Dzianis Harazha Aliaksandr Vauchetski Bělorusko | Gabriel Gheoca Catalin Costache Florian Comanici Mihail Simon Rumunsko                      | Mátyás Sáfrán Mihály Sáfrán Henrik Vasbányai Szabolcs Németh Maďarsko                         |
| 2013 Duisburg    | Kurt Kuschela Erik Leue Erik Rebstock Peter Kretschmer Německo                        | Dzmitry Rabchanka Dzmitry Vaitsishkin Dzianis Harazha Aleksandr Vauchetskiy Bělorusko       | Dávid Korisánszky Péter Korisánszky András Vass Dávid Varga Maďarsko                          |
| 2014 Moskva      | Rasul Ishmukhamedov Viktor Melantyev Ilya Pervukhin Kirill Shamshurin Rusko           | Dzianis Harazha Dzmitry Rabchanka Dzmitry Vaitsishkin Aleksandr Vauchetskiy Bělorusko       | Tamás Kiss Pál Sarudi Dávid Varga András Vass Maďarsko                                        |
| 2015 Milan       | Leonid Carp Petre Condrat Josif Chirilă Stefan Strat Rumunsko                         | Denys Kovalenko Denys Kamerylov Vitaliy Vergeles Eduard Shemetylo Ukrajina                  | Pál Sarudi Tamás Kiss András Vass Dávid Varga Maďarsko                                        |
| 2017 Račice      | Sebastian Brendel Stefan Kiraj Jan Vandrey Conrad Scheibner Německo                   | Piotr Kuleta Marcin Grzybowski Tomasz Barniak Wiktor Glazunow Polsko                        | Denys Kamerylov Vitaliy Vergeles Eduard Shemetylo Denys Kovalenko Ukrajina                    |

## C1 500 metrů
| Rok / Místo           | Zlato                        | Stříbro                      | Bronz                      |
| --------------------- | ---------------------------- | ---------------------------- | -------------------------- |
| 1971 Bělehrad         | Detlef Lewe (GER)            | Tamás Wichmann (HUN)         | Ivan Patzaichin (ROU)      |
| 1973 Tampere          | Miklós Darvas (HUN)          | Nikolay Fedulov (URS)        | Ivan Patzaichin (ROU)      |
| 1974 Mexico City      | Sergey Petrenko (URS)        | Klaus Zeisler (GDR)          | Ivan Patzaichin (ROU)      |
| 1975 Bělehrad         | Sergey Petrenko (URS)        | Miklós Darvas (HUN)          | Borislav Ananiev (BUL)     |
| 1977 Sofia            | Lipat Varabiev (ROU)         | Ulrich Eicke (GER)           | Zdislav Soroko (URS)       |
| 1978 Bělehrad         | Liubomir Ljubenov (BUL)      | Gyula Hajdu (HUN)            | Sergey Liminovich (URS)    |
| 1979 Duisburg         | Sergey Postrechin (URS)      | Ulrich Eicke (GER)           | Liubomir Ljubenov (BUL)    |
| 1981 Nottingham       | Olaf Heukrodt (GDR)          | Gennadiy Liseichikov (URS)   | János Sarusi Kis (HUN)     |
| 1982 Bělehrad         | Olaf Heukrodt (GDR)          | János Sarusi Kis (HUN)       | Sergey Postrechin (URS)    |
| 1983 Tampere          | Costicǎ Olaru (ROU)          | Ulrich Papke (GDR)           | Anatoliy Volkov (URS)      |
| 1985 Mechelen         | Olaf Heukrodt (GDR)          | Anatoliy Volkov (URS)        | Aurel Macarencu (ROU)      |
| 1986 Montreal         | Olaf Heukrodt (GDR)          | Aurel Macarencu (ROU)        | Nikolaj Buchalov (BUL)     |
| 1987 Duisburg         | Olaf Heukrodt (GDR)          | Petr Procházka (TCH)         | Attila Szabó (HUN)         |
| 1989 Plovdiv          | Michał Śliwiński (URS)       | Olaf Heukrodt (GDR)          | Martin Marinov (BUL)       |
| 1990 Poznań           | Michał Śliwiński (URS)       | Thomas Zereske (GDR)         | Martin Marinov (BUL)       |
| 1991 Paříž            | Michał Śliwiński (URS)       | Nikolaj Buchalov (BUL)       | Olaf Heukrodt (GER)        |
| 1993 Kodaň            | Nikolaj Buchalov (BUL)       | György Kolonics (HUN)        | Steve Giles (CAN)          |
| 1994 Mexico City      | Nikolaj Buchalov (BUL)       | Imre Pulai (HUN)             | Michał Śliwiński (UKR)     |
| 1995 Duisburg         | Nikolaj Buchalov (BUL)       | Martin Doktor (CZE)          | Imre Pulai (HUN)           |
| 1997 Dartmouth        | Martin Doktor (CZE)          | Béla Belicza (HUN)           | Michał Śliwiński (UKR)     |
| 1998 Szeged           | Maxim Opalev (RUS)           | Andreas Dittmer (GER)        | Michał Śliwiński (UKR)     |
| 1999 Milan            | Maxim Opalev (RUS)           | Martin Doktor (CZE)          | Andreas Dittmer (GER)      |
| 2001 Poznań           | Maxim Opalev (RUS)           | György Kolonics (HUN)        | Andreas Dittmer (GER)      |
| 2002 Seville          | Maxim Opalev (RUS)           | György Kolonics (HUN)        | Andreas Dittmer (GER)      |
| 2003 Gainesville      | Andreas Dittmer (GER)        | Maxim Opalev (RUS)           | Martin Doktor (CZE)        |
| 2005 Záhřeb           | Andreas Dittmer (GER)        | Paweł Baraszkiewicz (POL)    | Maxim Opalev (RUS)         |
| 2006 Szeged           | Maxim Opalev (RUS)           | Jurij Čeban (UKR)            | Yang Wenjun (CHN)          |
| 2007 Duisburg         | David Cal (ESP)              | Andreas Dittmer (GER)        | Yang Wenjun (CHN)          |
| 2009 Dartmouth        | Dzianis Harazha (BLR)        | Nikolaj Lipkin (RUS)         | Mathieu Goubel (FRA)       |
| 2010 Poznań           | Dzianis Harazha (BLR)        | Li Qiang (CHN)               | Vadim Menkov (UZB)         |
| 2011 Szeged           | Vladimir Fedosenko (RUS)     | Dzianis Harazha (BLR)        | Oleksandr Maksymchuk (UKR) |
| 2013 Duisburg         | Isaquias Queiroz (BRA)       | Vadim Menkov (UZB)           | Erik Leue (GER)            |
| 2014 Moskva           | Isaquias Queiroz (BRA)       | Sebastian Brendel (GER)      | Martin Fuksa (CZE)         |
| 2015 Milan            | Martin Fuksa (CZE)           | Oleg Tarnovschi (MDA)        | Maksim Piatrou (BLR)       |
| 2017 Račice           | Martin Fuksa (CZE)           | Carlo Tacchini (ITA)         | Maksim Piatrou (BLR)       |
| 2018 Montemor-o-Velho | Isaquias Queiroz (BRA)       | Sebastian Brendel (GER)      | Martin Fuksa (CZE)         |
| 2019 Szeged           | Sebastian Brendel (GER)      | Angel Kodinov (BUL)          | Oleg Tarnovschi (MDA)      |
| 2021 Kodaň            | Conrad-Robin Scheibner (GER) | Martin Fuksa (CZE)           | Oleg Tarnovschi (MDA)      |
| 2022 Dartmouth        | Isaquias Queiroz (BRA)       | Cătălin Chirilă (ROU)        | Martin Fuksa (CZE)         |
| 2023 Duisburg         | Cătălin Chirilă (ROU)        | Conrad-Robin Scheibner (GER) | Oleg Tarnovschi (MDA)      |

## C2 500 metrů
| Rok / Místo           | Zlato                                            | Stříbro                                               | Bronz                                        |
| --------------------- | ------------------------------------------------ | ----------------------------------------------------- | -------------------------------------------- |
| 1971 Bělehrad         | Georghe Danielov Gheorghe Simionov Rumunsko      | Jurij Lobanov Vladimir Pankov Sovětský svaz           | Viktor Boitschev Fedja Stefanov Bulharsko    |
| 1973 Tampere          | Oleg Kaidov Vitaliy Slobodenyuk Sovětský svaz    | Georghe Danielov Gheorghe Simionov Rumunsko           | Jerzy Opara Andrezj Gronowicz Polsko         |
| 1974 Mexico City      | Alexandr Vinogradov Jurij Lobanov Sovětský svaz  | Georghe Danielov Gheorghe Simionov Rumunsko           | Tomáš Šach Jiří Čtvrtečka Československo     |
| 1975 Bělehrad         | Alexandr Vinogradov Jurij Lobanov Sovětský svaz  | Tomáš Šach Jiří Čtvrtečka Československo              | Gábor Árva Péter Povázsay Maďarsko           |
| 1977 Sofia            | László Foltán István Vaskuti Maďarsko            | John Wood Gregory Smith Kanada                        | Vasilij Jurčenko Jurij Lobanov Sovětský svaz |
| 1978 Bělehrad         | László Foltán István Vaskuti Maďarsko            | Sergey Petrenko Pytor Grigonis Sovětský svaz          | Gheorghe Simionov Toma Simionov Rumunsko     |
| 1979 Duisburg         | Ivan Patzaichin Istvan Capusta Rumunsko          | Sergey Petrenko Alexandr Vinogradov Sovětský svaz     | Marek Łbik Piotr Pawlowski Polsko            |
| 1981 Nottingham       | László Foltán István Vaskuti Maďarsko            | Edem Muradosilov Vigantas Zhekaitis Sovětský svaz     | Liubomir Ljubenov Sevdalin Ilkov Bulharsko   |
| 1982 Bělehrad         | Matija Ljubek Mirko Nišović Jugoslávie           | Jurij Laptikov Sergej Petrenko Sovětský svaz          | László Foltán István Vaskuti Maďarsko        |
| 1983 Tampere          | Matija Ljubek Mirko Nišović Jugoslávie           | Ivans Klementjevs Sergey Ossadzhiy Sovětský svaz      | Dumitru Betiu Flodor Gurei Rumunsko          |
| 1985 Mechelen         | János Sarusi Kis István Vaskuti Maďarsko         | Marek Łbik Marek Dopierała Polsko                     | Ulrich Papke Uwe Madeja Východní Německo     |
| 1986 Montreal         | János Sarusi Kis István Vaskuti Maďarsko         | Viktor Renějskij Aleksandr Kalnitzhenko Sovětský svaz | Ulrich Papke Ingo Spelly Východní Německo    |
| 1987 Duisburg         | Marek Łbik Marek Dopierała Polsko                | Jurij Gurin Valerij Veško Sovětský svaz               | Petr Procházka Alon Lochinsky Československo |
| 1989 Plovdiv          | Viktor Renějskij Nikolaj Žuravskij Sovětský svaz | Tomasz Goliasz Marek Łbik Polsko                      | Joël Bettin Philippe Renaud Francie          |
| 1990 Poznań           | Viktor Renějskij Nikolaj Žuravskij Sovětský svaz | Ulrich Papke Ingo Spelly Východní Německo             | Attila Pálizs György Zala Maďarsko           |
| 1991 Paříž            | Attila Pálizs Attila Szabó Maďarsko              | Viktor Renějskij Nikolaj Žuravskij Sovětský svaz      | Olivier Bolvin Didier Hoyer Francie          |
| 1993 Kodaň            | György Kolonics Csaba Horváth Maďarsko           | Christian Frederiksen Arne Nielsson Dánsko            | Andreas Dittmer Gunar Kirchbach Německo      |
| 1994 Mexico City      | Gheorghe Andriev Grigore Obreja Rumunsko         | György Kolonics Csaba Horváth Maďarsko                | Blagovest Stoyanov Martin Marinov Bulharsko  |
| 1995 Duisburg         | György Kolonics Csaba Horváth Maďarsko           | Viktor Renějskij Nikolaj Žuravskij Moldavsko          | Andreas Dittmer Gunar Kirchbach Německo      |
| 1997 Dartmouth        | György Kolonics Csaba Horváth Maďarsko           | Daniel Jędraszko Paweł Baraszkiewicz Polsko           | Thomas Zereske Christian Gille Německo       |
| 1998 Szeged           | György Kolonics Csaba Horváth Maďarsko           | Daniel Jędraszko Paweł Baraszkiewicz Polsko           | Thomas Zereske Christian Gille Německo       |
| 1999 Milan            | Daniel Jędraszko Paweł Baraszkiewicz Polsko      | Imre Pulai Ferenc Novák Maďarsko                      | Alexandr Kovaljov Alexandr Kostoglod Rusko   |
| 2001 Poznań           | Ibrahim Rojas Leobaldo Pereira Kuba              | Daniel Jędraszko Paweł Baraszkiewicz Polsko           | Mitică Pricop Florian Popescu Rumunsko       |
| 2002 Seville          | Ibrahim Rojas Ledi Balceiro Kuba                 | Florian Popescu Silviu Simioncencu Rumunsko           | Sergej Ulegin Alexandr Kostoglod Rusko       |
| 2003 Gainesville      | Paweł Baraszkiewicz Daniel Jędraszko Polsko      | Silviu Simiocencu Florin Popescu Rumunsko             | Ibrahim Rojas Ledi Balceiro Kuba             |
| 2005 Záhřeb           | Christian Gille Tomasz Wylenzek Německo          | György Kozmann György Kolonics Maďarsko               | Serguey Torres Karel Aguilar Kuba            |
| 2006 Szeged           | Alexandr Kostoglod Sergej Ulegin Rusko           | Stefan Holtz Robert Nuck Německo                      | György Kozmann György Kolonics Maďarsko      |
| 2007 Duisburg         | György Kozmann György Kolonics Maďarsko          | Josif Chirila Andrei Cuculici Rumunsko                | Christian Gille Tomasz Wylenzek Německo      |
| 2009 Dartmouth        | Stefan Holtz Robert Nuck Německo                 | Jevgenij Ignatov Ivan Štyl Rusko                      | Sergey Bezugliy Maxim Prokopenko Ázerbájdžán |
| 2010 Poznań           | Alexandru Dumitrescu Victor Mihalachi Rumunsko   | Sergey Bezugliy Maxim Prokopenko Ázerbájdžán          | Pavel Petrov Alexandr Kostoglod Rusko        |
| 2011 Szeged           | Alexandru Dumitrescu Victor Mihalachi Rumunsko   | Sergiy Bezugliy Maxim Prokopenko Ázerbájdžán          | Peter Kretschmer Kurt Kuschela Německo       |
| 2013 Duisburg         | Viktor Melantyev Ivan Štyl Rusko                 | Henrik Vasbányai Róbert Mike Maďarsko                 | Jaroslav Radoň Filip Dvořák Česko            |
| 2014 Moskva           | Alexey Korovashkov Ivan Štyl Rusko               | Alexandru Dumitrescu Victor Mihalachi Rumunsko        | Rolexis Baez Serguey Torres Kuba             |
| 2015 Milan            | Pavel Petrov Mikhail Pavlov Rusko                | Wiktor Głazunow Vincent Słomiński Polsko              | Dmytro Ianchuk Taras Mishchuk Ukrajina       |
| 2017 Račice           | Ivan Štyl Viktor Melantyev Rusko                 | Victor Mihalachi Leonid Carp Rumunsko                 | Sergiu Craciun Nicolae Craciun Itálie        |
| 2018 Montemor-o-Velho | Isaquias Queiroz Erlon Silva Brazílie            | Viktor Melantev Vladislav Chebotar Rusko              | Arsen Śliwiński Michał Lubniewski Polsko     |
| 2019 Szeged           | Li Qiang Xing Song Čína                          | Jonatán Hajdu Ádám Fekete Maďarsko                    | Sete Benavides Antoni Segura Španělsko       |
| 2021 Kodaň            | Nicolae Craciun Daniele Santini Itálie           | Jonatán Hajdu Ádám Fekete Maďarsko                    | Viktor Melantyev Vladislav Chebotar (RCF)    |
| 2022 Dartmouth        | Cayetano García Pablo Martínez Španělsko         | Wiktor Głazunow Tomasz Barniak Polsko                 | Liu Hao Ji Bowen Čína                        |
| 2023 Duisburg         | Peter Kretschmer Tim Hecker Německo              | Liu Hao Ji Bowen Čína                                 | Cayetano García Pablo Martínez Španělsko     |

Ruští reprezentanti Sergej Ulegin a Alexandr Kostoglod dojeli na šampionátu v roce 2003 druzí, ale kvůli pozitivnímu dopingovému testu Ulegina o stříbrné medaile přišli.

## C4 500 metrů
| Rok / Místo           | Zlato                                                                                      | Stříbro                                                                                    | Bronz                                                                          |
| --------------------- | ------------------------------------------------------------------------------------------ | ------------------------------------------------------------------------------------------ | ------------------------------------------------------------------------------ |
| 1989 Plovdiv          | Viktor Renějskij Nikolay Yuravskiy Jurij Gurin Valerij Veško Sovětský svaz                 | Attila Szabó Zsolt Varga György Zala Ervin Hoffmann Maďarsko                               | Bénoît Bernard Joël Bettin Philippe Renaud Pascal Sylvoz Francie               |
| 1990 Poznań           | Jurij Gurin Nikolaj Žuravskij Viktor Renějskij Valerij Veško Sovětský svaz                 | Zsolt Bohács Ervin Hoffmann Gusztáv Leikep Attila Szabó Maďarsko                           | Nikolaj Buchalov Traicho Draganov Paisiy Lubenov Dejon Slavov Bulharsko        |
| 1991 Paříž            | Jurij Gurin Nikolaj Žuravskij Viktor Renějskij Valerij Veško Sovětský svaz                 | Bénoît Bernard Joël Bettin Philippe Renaud Pascal Sylvoz Francie                           | Axel Berndt Andreas Dittmer Sven Montag Thomas Zereske Německo                 |
| 1993 Kodaň            | Ervin Hoffmann Attila Szabó Gáspár Boldizsár Ferenc Novák Maďarsko                         | Andrey Kabanov Sergey Chemenov Pavel Konovalov Alexandr Kostoglod Rusko                    | Petr Procházka Roman Dittrich Waldemar Fibigr Tomáš Křivánek Česko             |
| 1994 Mexico City      | Ervin Hoffmann Attila Szabó Gáspár Boldizsár Ferenc Novák Maďarsko                         | Marcel Glavan Cosmin Pasca Antonel Borsan Florin Popescu Rumunsko                          | Slavomír Kňazovický Peter Páleš Csaba Orosz Juraj Filip Slovensko              |
| 1995 Duisburg         | Ervin Hoffmann Attila Szabó György Kolonics Csaba Horváth Maďarsko                         | Marcel Glavan Cosmin Pasca Antonel Borsan Florin Popescu Rumunsko                          | Rumen Nikolov Atanas Angelov Stanimir Atanasov Dmitar Atanasov Bulharsko       |
| 1997 Dartmouth        | György Kolonics Csaba Horváth Csaba Hüttner László Szuszkó Maďarsko                        | Marcel Glavan Cosmin Pasca Antonel Borsan Florin Popescu Rumunsko                          | Sergey Chemenov Andrey Konovalov Vladislav Polzounov Alexandr Kostoglod Rusko  |
| 1998 Szeged           | György Kolonics Csaba Horváth Csaba Hüttner László Szuszkó Maďarsko                        | Gheorghe Andriev Florin Popescu Cosmin Pasca Ionel Averian Rumunsko                        | Alexandr Kostoglod Pavel Konovalov Vladislav Polzounov Vladimir Ladocha Rusko  |
| 1999 Milan            | Roman Kruglyakov Vladimir Ladocha Konstantin Fomichev Andrey Kabanov Rusko                 | Mitică Pricop Ionel Averian Gheorghe Andriev Florin Popescu Rumunsko                       | Yannick Lavigne Jean-Gilles Grare Mathieu Goubel Sylvain Hoyer Francie         |
| 2001 Poznań           | Iosif Anisim Florin Popescu Mikhail Vartolemei Ionel Averian Rumunsko                      | György Zala György Kozmann Béla Belicza Gábor Ivan Maďarsko                                | Roman Kruglyakov Konstantin Fomichev Vladimir Ladocha Aleskey Volkinskiy Rusko |
| 2002 Seville          | Mikhail Vartolemei Ionel Averian Mitică Pricop Florin Popescu Rumunsko                     | Konstantin Fomichev Aleksandr Artemida Roman Kruglyakov Andrey Kabanov Rusko               | Daniel Jędraszko Adam Ginter Michał Śliwiński Marcin Grzybowski Polsko         |
| 2003 Gainesville      | Silviu Simiocencu Florin Popescu Mitică Pricop Petre Condrat Rumunsko                      | Adam Ginter Łukasz Woszczyński Marcin Grzybowski Michał Śliwiński Polsko                   | Csaba Hüttner Gábor Furdok Imre Pulai Ferenc Novák Maďarsko                    |
| 2005 Záhřeb           | Loredan Popa Silviu Simiocencu Florin Popescu Iosif Chirila Rumunsko                       | Dmitriy Rabchanko Dmitriy Vaitsishkin Konstantin Shcharbak Aleksandr Vauchetskiy Bělorusko | Andrzej Jezierski Michał Śliwiński Michał Gajownik Adam Ginter Polsko          |
| 2006 Szeged           | Dmitriy Rabchanko Dmitriy Vaitsishkin Konstantin Shcharbak Aleksandr Vauchetskiy Bělorusko | Łukasz Woszczyński Paweł Baraszkiewicz Marcin Grzybowski Pawel Skowronski Polsko           | Gabriel Talpă Florian Mironic Loredan Popa Silviu Simiocencu Rumunsko          |
| 2007 Duisburg         | Péter Balázs Gábor Horváth Márton Joób Pál Sarudi Maďarsko                                 | Robert Nuck Sebastien Brendel Thomas Lück Stefan Holtz Německo                             | Loredan Popa Ciprian Popa Niculae Flocea Florian Mironic Rumunsko              |
| 2018 Montemor-o-Velho | Pavel Petrov Viktor Melantyev Mikhail Pavlov Ivan Štyl Rusko                               | Yurii Vandiuk Oleh Borovyk Andrii Rybachok Eduard Shemetylo Ukrajina                       | Daniele Santini Sergiu Craciun Nicolae Craciun Luca Incollingo Itálie          |
| 2019 Szeged           | Pavel Petrov Viktor Melantyev Mikhail Pavlov Ivan Štyl Rusko                               | Jan Vandrey Conrad-Robin Scheibner Tim Hecker Moritz Adam Německo                          | Andrei Bahdanovich Evgeniy Tengel Maksim Krysko Vitali Asetski Bělorusko       |
| 2021 Kodaň            | Vitaliy Vergeles Andrii Rybachok Yurii Vandiuk Taras Mishchuk Ukrajina                     | Aleksander Kitewski Arsen Śliwiński Michał Łubniewski Norman Zezula Polsko                 | Pavel Petrov Michail Pavlov Viktor Melantyev Ivan Shtyl RCF                    |
| 2022 Dartmouth        | Joan Moreno Pablo Graña Manuel Fontán Adrián Sieiro Španělsko                              | Aleksander Kitewski Arsen Śliwiński Wiktor Głazunow Norman Zezula Polsko                   | Vitaliy Vergeles Andrii Rybachok Yurii Vandiuk Taras Mishchuk Ukrajina         |
| 2023 Duisburg         | Joan Moreno Pablo Graña Manuel Fontán Adrián Sieiro Španělsko                              | Aleksander Kitewski Tomasz Barniak Wiktor Głazunow Norman Zezula Polsko                    | Vitaliy Vergeles Andrii Rybachok Dmytro Ianchuk Taras Mishchuk Ukrajina        |

Sergej Ulegin, Alexandr Kostoglod, Roman Kruglyakov, and Maxim Opalev of Russia finished first in the 2003 championships, but were stripped of their gold medal when Ulegin tested positive for doping.

## C1 200 metrů
| Rok / Místo           | Zlato                     | Stříbro                   | Bronz                                  |
| --------------------- | ------------------------- | ------------------------- | -------------------------------------- |
| 1994 Mexico City      | Nikolaj Buchalov (BUL)    | Ervin Hoffmann (HUN)      | Michał Śliwiński (UKR)                 |
| 1995 Duisburg         | Nikolaj Buchalov (BUL)    | Thomas Zereske (GER)      | Michał Śliwiński (UKR)                 |
| 1997 Dartmouth        | Béla Belicza (HUN)        | Martin Doktor (CZE)       | Michał Śliwiński (UKR)                 |
| 1998 Szeged           | Martin Doktor (CZE)       | Slavomír Kňazovický (SVK) | Michał Śliwiński (UKR)                 |
| 1999 Milan            | Maxim Opalev (RUS)        | Martin Doktor (CZE)       | Slavomír Kňazovický (SVK)              |
| 2001 Poznań           | Dmitriy Sabin (UKR)       | Maxim Opalev (RUS)        | Michał Śliwiński (POL)                 |
| 2002 Seville          | Maxim Opalev (RUS)        | Andrzej Jezierski (POL)   | Christian Gille (GER)                  |
| 2003 Gainesville      | Maxim Opalev (RUS)        | Martin Doktor (CZE)       | Andreas Dittmer (GER)                  |
| 2005 Záhřeb           | Valentyn Demyanenko (UKR) | Maxim Opalev (RUS)        | Zhomart Satubaldin (KAZ)               |
| 2006 Szeged           | Nikolaj Lipkin (RUS)      | Valentyn Demyanenko (UKR) | Jevgenij Shuklin (LTU)                 |
| 2007 Duisburg         | Jurij Čeban (UKR)         | Maxim Opalev (RUS)        | Jevgenij Shuklin (LTU)                 |
| 2009 Dartmouth        | Valentyn Demyanenko (AZE) | Nikolaj Lipkin (RUS)      | Jevgenij Shuklin (LTU)                 |
| 2010 Poznań           | Ivan Štyl (RUS)           | Thomas Simart (FRA)       | Jurij Čeban (UKR) Richard Dalton (CAN) |
| 2011 Szeged           | Valentin Demyanenko (AZE) | Ivan Štyl (RUS)           | Alfonso Benavides (ESP)                |
| 2013 Duisburg         | Valentin Demyanenko (AZE) | Ivan Štyl (RUS)           | Alfonso Benavides (ESP)                |
| 2014 Moskva           | Jurij Čeban (UKR)         | Martin Fuksa (CZE)        | Attila Vajda (HUN)                     |
| 2015 Milan            | Artsem Kozyr (BLR)        | Li Qiang (CHN)            | Isaquias Queiroz (BRA)                 |
| 2017 Račice           | Artsem Kozyr (BLR)        | Zaza Nadiradze (GEO)      | Adel Mojallali (IRI)                   |
| 2018 Montemor-o-Velho | Artsem Kozyr (BLR)        | Ivan Štyl (RUS)           | Henrikas Žustautas (LTU)               |
| 2019 Szeged           | Henrikas Žustautas (LTU)  | Artsem Kozyr (BLR)        | Zaza Nadiradze (GEO)                   |
| 2022 Dartmouth        | Oleksii Koliadych (POL)   | Nico Pickert (GER)        | Viktor Stěpanov (KAZ)                  |
| 2023 Duisburg         | Artur Guliev (UZB)        | Joan Antoni Moreno (ESP)  | Oleksii Koliadych (POL)                |

Dmitriy Sabin of the Ukraine won silver in this event at the 2002 championships, but was disqualified for doping.

## C2 200 metrů (ukončeno)
| Rok / Místo           | Zlato                                              | Stříbro                                     | Bronz                                             |
| --------------------- | -------------------------------------------------- | ------------------------------------------- | ------------------------------------------------- |
| 1994 Mexico City      | Aleksandr Masseykov Dmitriy Dovgailyonok Bělorusko | György Kolonics Csaba Horváth Maďarsko      | Olivier Bolvin Sylvain Hoyer Francie              |
| 1995 Duisburg         | György Kolonics Csaba Horváth Maďarsko             | Mark Eschelbach Thomas Zereske Německo      | Martin Marinov Blagovest Stoyanov Bulharsko       |
| 1997 Dartmouth        | Thomas Zereske Christian Gille Německo             | Pavel Konovalov Vladimir Ladocha Rusko      | Petr Fuksa Pavel Bednar Česko                     |
| 1998 Szeged           | Thomas Zereske Christian Gille Německo             | Miklós Buzál Attila Végh Maďarsko           | Vladislav Polzounov Andrey Kabanov Rusko          |
| 1999 Milan            | Konstantin Fomichev Aleksandr Artemida Rusko       | Daniel Jędraszko Paweł Baraszkiewicz Polsko | Thomas Zereske Christian Gille Německo            |
| 2001 Poznań           | Paweł Baraszkiewicz Daniel Jędraszko Polsko        | Ionel Averian Mikhail Vartolomei Rumunsko   | Ibrahim Rojas Leobaldo Pereira Kuba               |
| 2002 Seville          | Ibrahim Rojas Ledi Balceiro Kuba                   | Petr Fuksa Petr Netušil Česko               | Mikhail Vartolomei Ionel Averian Rumunsko         |
| 2003 Gainesville      | Paweł Baraszkiewicz Daniel Jędraszko Polsko        | Petr Fuksa Petr Netušil Česko               | Sergiy Klimniuk Dmitriy Sabin Ukrajina            |
| 2005 Záhřeb           | Jevgenij Ignatov Nikolaj Lipkin Rusko              | Christian Gille Tomasz Wylenzek Německo     | Serguey Torres Karel Aguilar Kuba                 |
| 2006 Szeged           | Jevgenij Ignatov Ivan Štyl Rusko                   | Christian Gille Tomasz Wylenzek Německo     | Raimundas Labuckas Tomas Gadeikis Litva           |
| 2007 Duisburg         | Jevgenij Ignatov Ivan Štyl Rusko                   | Christian Gille Tomasz Wylenzek Německo     | Raimundas Labuckas Tomas Gadeikis Litva           |
| 2009 Dartmouth        | Tomas Gadeikis Raimundas Labuckas Litva            | Jevgenij Ignatov Ivan Štyl Rusko            | Stefan Holtz Robert Nuck Německo                  |
| 2010 Poznań           | Raimundas Labuckas Tomas Gadeikis Litva            | Jevgenij Ignatov Ivan Štyl Rusko            | Paweł Skowroński Paweł Baraszkiewicz Polsko       |
| 2011 Szeged           | Raimundas Labuckas Tomas Gadeikis Litva            | Victor Melantiev Nikolaj Lipkin Rusko       | Dzmitry Rabchanka Aleksandr Vauchetskiy Bělorusko |
| 2013 Duisburg         | Robert Nuck Stefan Holtz Německo                   | Alexandr Kovalenko Nikolaj Lipkin Rusko     | Dzmitry Rabchanka Aleksandr Vauchetskiy Bělorusko |
| 2014 Moskva           | Alexey Korovashkov Ivan Štyl Rusko                 | Stefan Holtz Robert Nuck Německo            | Isaquias Queiroz Erlon Silva Brazílie             |
| 2015 Milan            | Alexey Korovashkov Ivan Štyl Rusko                 | Hleb Saladhuka Dzianis Makhlai Bělorusko    | Stefan Holtz Robert Nuck Německo                  |
| 2017 Račice           | Ivan Štyl Alexander Kovalenko Rusko                | Michał Łubniewski Arsen Śliwiński Polsko    | Ádám Fekete Jonatán Hajdu Maďarsko                |
| 2018 Montemor-o-Velho | Hleb Saladhuka Dzianis Makhlai Bělorusko           | Michał Łubniewski Arsen Śliwiński Polsko    | Alexander Kovalenko Ivan Štyl Rusko               |
| 2019 Szeged           | Alberto Pedrero Pablo Graña Španělsko              | Michał Łubniewski Arsen Śliwiński Polsko    | Artur Guliev Elyorjon Mamadaliev Uzbekistán       |

## C4 200 metrů (ukončeno)
| Rok / Místo      | Zlato                                                                                        | Stříbro                                                                                    | Bronz                                                                                       |
| ---------------- | -------------------------------------------------------------------------------------------- | ------------------------------------------------------------------------------------------ | ------------------------------------------------------------------------------------------- |
| 1994 Mexico City | Pavel Konovalov Andrey Kabanov Sergey Chemenov Alexandr Kostoglod Rusko                      | György Kolonics Csaba Horváth Attila Szabó Ervin Hoffmann Maďarsko                         | Petr Procházka Tomáš Křivánek Roman Dittrich Waldemar Fibigr Česko                          |
| 1995 Duisburg    | Ervin Hoffmann Attila Szabó György Kolonics Csaba Horváth Maďarsko                           | Petr Procházka Tomáš Křivánek Roman Dittrich Waldemar Fibigr Česko                         | Olivier Bolvin Sylvain Hoyer Éric le Leuch Bénoît Bernard Francie                           |
| 1997 Dartmouth   | Aleksandr Masseykov Andrey Beliayev Anatolij Renějskij Vladimir Marinov Bělorusko            | György Kolonics Csaba Horváth Ervin Hoffmann Béla Belicza Maďarsko                         | Petr Procházka Tomáš Křivánek Pavel Bednar Petr Fuksa Česko                                 |
| 1998 Szeged      | Petr Procházka Tomáš Křivánek Petr Fuksa Karel Kožíšek Česko                                 | Aleksandr Masseykov Andrey Beliayev Anatolij Renějskij Vladimir Marinov Bělorusko          | Pavel Konovalov Konstantin Fomichev Vladimir Ladocha Alexandr Kostoglod Rusko               |
| 1999 Milan       | Roman Kruglyakov Vladimir Ladocha Konstantin Fomichev Andrey Kabanov Rusko                   | Petr Procházka Jan Břečka Petr Fuksa Karel Kožíšek Česko                                   | Mitică Pricop Ionel Averian Gheorghe Andriev Florin Popescu Rumunsko                        |
| 2001 Poznań      | György Zala György Kozmann Béla Belicza Gábor Ivan Maďarsko                                  | Petr Netušil Jan Břečka Karel Kožíšek Petr Fuksa Česko                                     | Alexandr Kovaljov Alexandr Kostoglod Vladislav Polzounov Maxim Opalev Rusko                 |
| 2002 Seville     | Maxim Opalev Roman Kruglyakov Sergej Ulegin Alexandr Kostoglod Rusko                         | Petr Fuksa Jan Břečka Petr Procházka Karel Kožíšek Česko                                   | Mikhail Vartolemei Ionel Averian Mitică Pricop Petra Condrat Rumunsko                       |
| 2003 Gainesville | Sándor Malomsoki Laszlo Vasali György Kozmann György Kolonics Maďarsko                       | Petr Fuksa Petr Netušil Jan Břečka Karel Kožíšek Česko                                     | Silviu Simioncencu Mitică Pricop Florin Popescu Petra Condrat Rumunsko                      |
| 2005 Záhřeb      | Maxim Opalev Roman Kruglyakov Aleksandr Kovalyov Alexandr Kostoglod Rusko                    | Petr Procházka Petr Netušil Jan Břečka Petr Fuksa Česko                                    | Aleksandr Zhukovskiy Aleksandr Kurlandchik Aleksandr Bagdanovich Sermen Saponenko Bělorusko |
| 2006 Szeged      | Petr Procházka Jiří Heller Jan Břečka Petr Fuksa Česko                                       | Konstantin Shcharbak Dmitriy Rabchanko Aleksandr Vauchetskiy Dmitriy Vaitsishkin Bělorusko | Pál Sarudi Márton Joób Gábor Horváth Péter Balázs Maďarsko                                  |
| 2007 Duisburg    | Gábor Horváth Péter Balázs Márton Joób Pál Sarudi Maďarsko                                   | Yevgeniy Dorokhin Nikolaj Lipkin Jevgenij Ignatov Ivan Štyl Rusko                          | Dmitriy Rabchanko Dmitriy Vaitsishkin Konstantin Shcharbak Aleksandr Vauchetskiy Bělorusko  |
| 2009 Dartmouth   | Aliaksandr Bahdanovich Dzmitry Rabchanka Aliaksandr Vauchetski Dzmitry Vaitsishkin Bělorusko | Alexandr Kostoglod Nikolaj Lipkin Viktor Melantev Sergej Ulegin Rusko                      | Attilia Bozsil László Foltán Gabor Horvath Gergo Nemeth Maďarsko                            |

Sergej Ulegin, Alexandr Kostoglod, Roman Kruglyakov, Maxim Opalev of Russia were stripped of their 2003 gold medal when Ulegin tested positive for doping.

## C1 4 x 200 metrů štafeta (ukončeno)
| Rok / Místo    | Zlato                                                                | Stříbro                                                                           | Bronz                                                                           |
| -------------- | -------------------------------------------------------------------- | --------------------------------------------------------------------------------- | ------------------------------------------------------------------------------- |
| 2009 Dartmouth | Jevgenij Ignatov Nikolaj Lipkin Viktor Melantev Ivan Štyl Rusko      | Attilia Bozsil László Foltán Gabor Horvath Attila Vajda Maďarsko                  | Mathieu Goubel Thomas Simart William Tchamba Bertrand Hemonic Francie           |
| 2010 Poznań    | Ivan Štyl Mikhail Pavlov Nikolaj Lipkin Jevgenij Ignatov Rusko       | Oleksandr Maksymchuk Jurij Čeban Stanislav Shymansky Vyacheslav Tsekhosh Ukrajina | Adam Ginter Roman Rynkiewicz Mariusz Kruk Paweł Baraszkiewicz Polsko            |
| 2011 Szeged    | Ivan Štyl Jevgenij Ignatov Alexey Korovashkov Victor Melantiev Rusko | Sergiy Bezugliy Maxim Prokopenko Valentin Demyanenko Andriy Kraytor Ázerbájdžán   | Stefan Holtz Bjoern Waeschke Stefan Kiraj Sebastian Brendel Německo             |
| 2013 Duisburg  | Andrey Kraitor Viktor Melantyev Andrej Ganin Ivan Štyl Rusko         | Robert Nuck Stefan Holtz Stefan Kiraj Sebastian Brendel Německo                   | Jason McCoombs Mark Oldershaw Gabriel Beauchesne-Sévigny Benjamin Russel Kanada |
| 2014 Moskva    | Alexey Korovashkov Andrey Kraitor Nikolaj Lipkin Ivan Štyl Rusko     | Jurij Čeban Vitalii Goliuk Oleksandr Maksymchuk Vadym Tsipan Ukrajina             | Jonatán Hajdú Dávid Korisánszky Ádám Lantos Péter Nagy Maďarsko                 |

## C1 5000 metrů
| Rok / Místo           | Zlato                    | Stříbro                     | Bronz                   |
| --------------------- | ------------------------ | --------------------------- | ----------------------- |
| 2010 Poznań           | Ronald Verch (GER)       | Jose Luis Bouza (ESP)       | Marián Ostrčil (SVK)    |
| 2011 Szeged           | Mykhaylo Koshman (UKR)   | Lukáš Koranda (CZE)         | Jose Luis Bouza (ESP)   |
| 2013 Duisburg         | Sebastian Brendel (GER)  | Attila Vajda (HUN)          | Mark Oldershaw (CAN)    |
| 2014 Moskva           | Sebastian Brendel (GER)  | Attila Vajda (HUN)          | Pavel Petrov (RUS)      |
| 2015 Milan            | Sebastian Brendel (GER)  | Manuel Antonio Campos (ESP) | Mateusz Kamiński (POL)  |
| 2017 Račice           | Sebastian Brendel (GER)  | Serguey Torres (CUB)        | Mateusz Kamiński (POL)  |
| 2018 Montemor-o-Velho | Sebastian Brendel (GER)  | Fernando Jorge (CUB)        | Kirill Shamshurin (RUS) |
| 2019 Szeged           | Sebastian Brendel (GER)  | Balázs Adolf (HUN)          | Fernando Jorge (CUB)    |
| 2021 Kodaň            | Balázs Adolf (HUN)       | Sebastian Brendel (GER)     | Kirill Shamshurin (RUS) |
| 2022 Dartmouth        | Serghej Tarnovschi (MDA) | Serguey Torres (CUB)        | Sebastian Brendel (GER) |
| 2023 Duisburg         | Balázs Adolf (HUN)       | Sebastian Brendel (GER)     | Wiktor Głazunow (POL)   |

## C1 10000 metrů (ukončeno)
| Rok / Místo          | Zlato                   | Stříbro                   | Bronz                     |
| -------------------- | ----------------------- | ------------------------- | ------------------------- |
| 1950 Kodaň           | Robert Boutigny (FRA)   | Josef Holeček (TCH)       | Bengt Backlund (SWE)      |
| 1954 Mâcon           | Jiří Vokněr (TCH)       | František Čapek (TCH)     | István Hernek (HUN)       |
| 1958 Praha           | Gennadij Bucharin (URS) | Jiří Vokněr (TCH)         | Nichifor Tarara (ROU)     |
| 1963 Jajce           | Mikhail Zamothin (URS)  | Andrei Igorov (ROU)       | Albrecht Müller (GDR)     |
| 1966 Východní Berlín | Antal Hajba (HUN)       | Rudolf Pěnkava (TCH)      | Mikhail Zamothin (URS)    |
| 1970 Kodaň           | Tamás Wichmann (HUN)    | Afansie Butelchin (ROU)   | Nikolay Fedulov (URS)     |
| 1971 Bělehrad        | Tamás Wichmann (HUN)    | Vasilij Jurčenko (URS)    | Lipat Varabiev (ROU)      |
| 1973 Tampere         | Vasilij Jurčenko (URS)  | Lipat Varabiev (ROU)      | Tamás Wichmann (HUN)      |
| 1974 Mexico City     | Tamás Wichmann (HUN)    | Vasilij Jurčenko (URS)    | Ivan Patzaichin (ROU)     |
| 1975 Bělehrad        | Vasilij Jurčenko (URS)  | Károly Szegedi (HUN)      | Matija Ljubek (YUG)       |
| 1977 Sofia           | Tamás Wichmann (HUN)    | Vasilij Jurčenko (URS)    | Ivan Patzaichin (ROU)     |
| 1978 Bělehrad        | Ivan Patzaichin (ROU)   | Vasilij Jurčenko (URS)    | Matija Ljubek (YUG)       |
| 1979 Duisburg        | Tamás Wichmann (HUN)    | Sergeiy Liminovich (URS)  | Ivan Patzaichin (ROU)     |
| 1981 Nottingham      | Tamás Wichmann (HUN)    | Matija Ljubek (YUG)       | Sergeiy Liminovich (URS)  |
| 1982 Bělehrad        | Tamás Wichmann (HUN)    | Jiří Vrdlovec (TCH)       | Gheorghe Titu (ROU)       |
| 1983 Tampere         | Jiří Vrdlovec (TCH)     | Gheorghe Titu (ROU)       | Tamás Wichmann (HUN)      |
| 1985 Mechelen        | Jiří Vrdlovec (TCH)     | Takhir Kamaletdinov (URS) | Attila Lipták (HUN)       |
| 1986 Montreal        | Aurel Macarencu (ROU)   | Ivan Šabjan (YUG)         | Didier Hoyer (FRA)        |
| 1987 Duisburg        | Ivan Šabjan (YUG)       | Zsolt Bohács (HUN)        | Takhir Kamaletdinov (URS) |
| 1989 Plovdiv         | Ivans Klementjevs (URS) | Zsolt Bohács (HUN)        | Jan Bartůněk (TCH)        |
| 1990 Poznań          | Zsolt Bohács (HUN)      | Jan Bartůněk (TCH)        | Ivans Klementjevs (URS)   |
| 1991 Paříž           | Zsolt Bohács (HUN)      | Ivans Klementjevs (URS)   | Andrew Train (GBR)        |
| 1993 Kodaň           | Zsolt Bohács (HUN)      | Pavel Bednar (CZE)        | Andreas Dittmer (GER)     |

## C2 10000 metrů (ukončeno)
| Rok / Místo          | Zlato                                             | Stříbro                                        | Bronz                                               |
| -------------------- | ------------------------------------------------- | ---------------------------------------------- | --------------------------------------------------- |
| 1938 Vaxholm         | Bohuslav Karlík Jan Brzák Československo          | Rupert Weinstabl Karl Proisl Rakousko          | Christian Holzenberg Heinz Jürgens Německo          |
| 1950 Kodaň           | Jan Brzák Bohumil Kudrna Československo           | Georges Dransart Armand Loreau Francie         | Bohuslav Karlík Oldřich Lomecký Československo      |
| 1954 Mâcon           | Károly Wieland József Halmay Maďarsko             | Ferenc Csonka Mihály Sasvari Maďarsko          | Jaroslav Sieger Zdeněk Ziegler Československo       |
| 1958 Praha           | Stepan Ostzhenkov Aleksandr Silayev Sovětský svaz | Achim Sidorov Lavrenti Kalinov Rumunsko        | Jiří Kodeš Václav Vokál Československo              |
| 1963 Jajce           | Leonid Geishtor Sergey Makarenko Sovětský svaz    | Willi Mehlberg Werner Ulrich Východní Německo  | Lavrenti Kalinov Igor Lipalit Rumunsko              |
| 1966 Východní Berlín | Petre Maxim Gheorghe Simionov Rumunsko            | Valeriy Drybas Andrey Chimish Sovětský svaz    | András Peter István Cserha Maďarsko                 |
| 1970 Kodaň           | Petre Maxim Gheorghe Simionov Rumunsko            | Valeriy Drybas Vasiliy Kalyagin Sovětský svaz  | Bernt Lindelöf Eric Zeidlitz Švédsko                |
| 1971 Bělehrad        | Naum Prokpoets Alexandr Vinogradov Sovětský svaz  | László Hingt István Cserha Maďarsko            | Serghei Covaliov Vicol Calabiciov Rumunsko          |
| 1973 Tampere         | Vladas Česiūnas Jurij Lobanov Sovětský svaz       | Vasile Serghei Cherasim Munteanu Rumunsko      | Tamás Buday Gábor Haraszti Maďarsko                 |
| 1974 Mexico City     | Vladas Česiūnas Jurij Lobanov Sovětský svaz       | Tamás Buday Gábor Haraszti Maďarsko            | Alain Acard Jean-Paul Cezard Francie                |
| 1975 Bělehrad        | Vladas Česiūnas Jurij Lobanov Sovětský svaz       | Tamás Buday Oszkár Frey Maďarsko               | Ivan Burtschin Stefan Iliev Bulharsko               |
| 1977 Sofia           | Sergey Petrenko Jurij Lobanov Sovětský svaz       | Lipat Varabiev Pavel Cozlov Rumunsko           | Zoltán Parti András Hubik Maďarsko                  |
| 1978 Bělehrad        | Tamás Buday László Vaskúti Maďarsko               | Gheorghe Simionov Toma Simionov Rumunsko       | Viktor Vorobiyev Aleksandr Beleyi Sovětský svaz     |
| 1979 Duisburg        | Vasilij Jurčenko Jurij Lobanov Sovětský svaz      | Cherasim Munteanu Gheorge Titu Rumunsko        | Tamás Buday László Vaskúti Maďarsko                 |
| 1981 Nottingham      | Tamás Buday László Vaskúti Maďarsko               | Ivan Patzaichin Toma Simionov Rumunsko         | Jiří Vrdlovec Petr Kubíček Československo           |
| 1982 Bělehrad        | Ivan Patzaichin Toma Simionov Rumunsko            | Vasilij Berjoza Edem Muradosilov Sovětský svaz | Tamás Buday László Vaskúti Maďarsko                 |
| 1983 Tampere         | Tamás Buday László Vaskúti Maďarsko               | Ivan Patzaichin Toma Simionov Rumunsko         | Sergej Petrenko Jurij Laptikov Sovětský svaz        |
| 1985 Mechelen        | Matija Ljubek Mirko Nišović Jugoslávie            | Andrew Train Stephen Train Spojené království  | Matei Kapalkov Tosho Kapalkov Bulharsko             |
| 1986 Montreal        | Marek Łbik Marek Dopierała Polsko                 | Dumitru Betiu Vasile Lehaci Rumunsko           | Arne Nielsson Christian Frederiksen Dánsko          |
| 1987 Duisburg        | Arne Nielsson Christian Frederiksen Dánsko        | Robert Ridig Pál Pétervári Maďarsko            | Andrew Train Stephen Train Spojené království       |
| 1989 Plovdiv         | Christian Frederiksen Arne Nielsson Dánsko        | Olivier Bolvin Didier Hoyer Francie            | Andrew Train Stephen Train Spojené království       |
| 1990 Poznań          | Christian Frederiksen Arne Nielsson Dánsko        | Gheorghe Andriev Vasile Lehaci Rumunsko        | Andrey Balabanov Viktor Dobrotvorskiy Sovětský svaz |
| 1991 Paříž           | István Gyulay Pál Pétervári Maďarsko              | Gheorghe Andriev Romice Haralambie Rumunsko    | Andrew Train Stephen Train Spojené království       |
| 1993 Kodaň           | Christian Frederiksen Arne Nielsson Dánsko        | Andrew Train Stephen Train Spojené království  | Andrey Balabanov Viktor Dobrotvorskiy Ukrajina      |

## C2 mix 200 m
| Rok / Místo | Zlato                           | Stříbro                                  | Bronz                                    |
| ----------- | ------------------------------- | ---------------------------------------- | ---------------------------------------- |
| 2021 Kodaň  | Irina Andreeva Ivan Shtyl (RCF) | Michał Łubniewski Dorota Borowska Polsko | Dávid Korisánszky Kincső Takács Maďarsko |

## C2 mix 500 m
| Rok / Místo    | Zlato                                   | Stříbro                                    | Bronz                                          |
| -------------- | --------------------------------------- | ------------------------------------------ | ---------------------------------------------- |
| 2022 Dartmouth | Connor Fitzpatrick Katie Vincent Kanada | Sebastian Brendel Sophie Koch Německo      | Aleksander Kitewski Sylwia Szczerbińska Polsko |
| 2023 Duisburg  | Connor Fitzpatrick Katie Vincent Kanada | Wiktor Głazunow Sylwia Szczerbińska Polsko | Olympia della Giustina Daniele Santini Itálie  |